# Владиславовка (Нижнегорский район)
Владисла́вовка (укр. Владиславівка, крымскотат. Vladislavovka, Владиславовка) — село в Нижнегорском районе Республики Крым, входит в состав Новогригорьевского сельского поселения (согласно административно-территориальному делению Украины — Новогригорьевского сельского совета Автономной Республики Крым).

## Население
| 2001 | 2014 |
| ---- | ---- |
| 1073 | ↘839 |

Всеукраинская перепись 2001 года показала следующее распределение по носителям языка
| Язык             | Процент |
| ---------------- | ------- |
| русский          | 70.46   |
| крымскотатарский | 17.05   |
| украинский       | 9.6     |
| другие           | 0.19    |

### Динамика численности
| - 1864 год — 189 чел. - 1886 год — 242 чел. - 1889 год — 342 чел. - 1892 год — 473 чел. - 1900 год — 502 чел. - 1915 год — 780/35 чел. | - 1926 год — 537 чел. - 1939 год — 738 чел. - 1989 год — 979 чел. - 2001 год — 1073 чел. - 2009 год — 957 чел. - 2014 год — 839 чел. |

## Современное состояние
На 2017 год в Владиславовке числится 8 улиц; на 2009 год, по данным сельсовета, село занимало площадь 151,8 гектара на которой, в 346 дворах, проживало 957 человек. В селе действует фельдшерско-акушерский пункт, отделение почты России, сельский клуб, библиотека-филиал № 3. Владиславовка связана автобусным сообщением с Симферополем, райцентром и соседними населёнными пунктами.

## География
Владиславовка — село на западе района, в степном Крыму, на левом берегу Салгира в низовье долины. Расположено у границы с Красногвардейским районом, высота центра села над уровнем моря — 26 м. Соседние сёла: на другом берегу реки в 800 м южнее — Новогригорьевка, и в 1,8 км на запад — Мускатное Красногвардейского района. Расстояние до райцентра — около 15 километров (по шоссе), там же ближайшая железнодорожная станция — Нижнегорская (на линии Джанкой — Феодосия). Транспортное сообщение осуществляется по региональной автодороге 35К-014 Красногвардейское — Нижнегорский (по украинской классификации — Т-0110).

## Название
Первоначально село называлось Владиславка Русская, затем просто Владиславка. Вариант Владиславовка впервые употреблён в материалах переписи 1926 года.

## История
Впервые в доступных источниках поселение встречается на карте 1836 года, на которой в русской деревне Владиславская указано 7 дворов, а на военно-топографической карте 1842 года Владиславка (Русская) обозначена условным знаком «малая деревня», то есть менее 5 дворов.
В 1860-х годах, после земской реформы Александра II, деревню определили центром Владиславской волости. Согласно «Списку населённых мест Таврической губернии по сведениям 1864 года», составленному по результатам VIII ревизии 1864 года, Владиславка — казённая русская деревня с 28 дворами, 189 жителями, волостным правлением и обывательской почтовой станцией при колодцах. По обследованиям профессора А. Н. Козловского начала 1860-х годов, в селении была пресная вода в колодцах глубиной 2,5—5 сажени (5—6 м). Решением русского общества государственных крестьян Владиславки в 1867 году в селении была открыта школа. Строительство, содержание здания и учителя шло за счёт общества. На трёхверстовой карте Шуберта 1865—1876 года деревня Владиславская обозначена с 28 дворами. На 1886 год в деревне Владиславка, согласно справочнику «Волости и важнѣйшія селенія Европейской Россіи», проживало 242 человека в 49 домохозяйствах, действовали школа и лавка. К 1886 году Владиславская волость была упразднена и в «Памятной книге Таврической губернии 1889 года», по результатам Х ревизии 1887 года, в деревне Владиславка Байгончекской волости числилось 47 дворов и 342 жителя.
После земской реформы 1890-х годов Владиславку приписали к Тотанайской волости. По «…Памятной книжке Таврической губернии на 1892 год» в селе Владиславка, составлявшей Владиславское сельское общество, числилось 473 жителя в 39 домохозяйствах. Согласно «…Памятной книжке Таврической губернии на 1900 год», во Владиславке числилось 502 жителя в 62 дворах. На 1902 год в деревне работал фельдшер. На 1914 год в селении действовала земская школа. По Статистическому справочнику Таврической губернии. Ч.II-я. Статистический очерк, выпуск пятый Перекопский уезд, 1915 год, в деревне Владиславка Тотанайской волости Перекопского уезда числилось 84 двора (все дворы с землёй) с русским населением в количестве 780 человек приписных жителей и 35 «посторонних», из которых 416 мужчин и 399 женщин. Жители владели 726 десятинами удобной земли. В хозяйствах имелось 240 лошадей, 140 волов, 100 коров и 80 голов мелкого скота.
После установления в Крыму советской власти по постановлению Крымревкома от 8 января 1921 года № 206 «Об изменении административных границ» была упразднена волостная система, Перекопский уезд переименовали в Джанкойский, в составе которого был создан Джанкойский район. В 1922 году уезды преобразовали в округа. 11 октября 1923 года, согласно постановлению ВЦИК, в административное деление Крымской АССР были внесены изменения, в результате которых округа были отменены и Джанкойский район стал основной административной единицей и село включили в его состав. Согласно Списку населённых пунктов Крымской АССР по Всесоюзной переписи 17 декабря 1926 года, в селе Владиславовка, центре Владиславовского сельсовета Джанкойского района, числилось 129 дворов, из них 121 крестьянский, население составляло 537 человек, из них 519 русских, 13 украинцев, 4 грека, 1 немец, действовала русская школа. В 1929 году в селе были созданы колхозы «Красный пахарь» и имени Войкова, которые в 1932 году объединились в один — имени Войкова. Постановлением КрымЦИКа «О реорганизации сети районов Крымской АССР» от 15 сентября 1930 года был создан Биюк-Онларский район, как немецкий национальный (указом Президиума Верховного Совета РСФСР № 621/6 от 14 декабря 1944 года переименованный в Октябрьский), в который включили село. В 1935 году, по постановлению Президиума КрымЦИКа «Об образовании новой административной территориальной сети Крымской АССР» от 26 января 1935 года, несколько сёл из Биюк-Онларского, в том числе Владиславовка, были переданы в Сейтлерский район. По данным всесоюзной переписи населения 1939 года в селе проживало 738 человек.
В 1944 году, после освобождения Крыма от фашистов, 12 августа 1944 года было принято постановление № ГОКО-6372с «О переселении колхозников в районы Крыма», и в сентябре 1944 года в район приехали первые новосёлы (320 семей) из Тамбовской области, а в начале 1950-х годов последовала вторая волна переселенцев из различных областей Украины. С 25 июня 1946 года Владиславовка в составе Крымской области РСФСР, 26 апреля 1954 года Крымская область была передана из состава РСФСР в состав УССР. Время упразднения сельсовета и включения в Новогригорьевский пока не установлено: на 15 июня 1960 года село уже числилось в его составе. По данным переписи 1989 года в селе проживало 979 человек. С 12 февраля 1991 года село в восстановленной Крымской АССР, 26 февраля 1992 года переименованной в Автономную Республику Крым. С 21 марта 2014 года в составе Крыма аннексирована Россией.